# Джаханара-бегум
Джаханара-бегум (перс. جہان آرا بیگم‎ 23 марта 1614 — 16 сентября 1681) — могольская принцесса и падшах-бегум Империи Великих Моголов с 1631 по 1681 год. Часто она именовалась как Бегум Сахиб (принцесса принцесс). Джаханара-бегум была старшим ребёнком падишаха Шах-Джахана и его жены Мумтаз-Махал, сестрой наследного принца Дары Шукоха и падишаха Аурангзеба.
После безвременной кончины Мумтаз-Махал в 1631 году 17-летняя Джаханара заняла место своей матери в качестве падшах-бегум Империи Великих Моголов, несмотря на то, что у её отца было ещё три жены. Она была любимой дочерью Шах-Джахана и пользовалась большим политическим влиянием во время правления своего отца, будучи описана как «самая могущественная женщина в империи» того времени. Среди прочего, Джанахара, бывшая с братом Дарой последовательницей муллы Шаха Бадахши из тариката Кадирия, оставила след в суфийской литературе (поэзия и биография Муинуддина Чишти), а также в архитектуре, спроектировав базарную площадь Чандни-Човк в Дели.
Джаханара-бегум была ярой сторонницей своего брата Дары Шукоха и поддерживала его как избранного преемника своего отца. Во время войны за престолонаследие, которая произошла после болезни Шах-Джахана в 1657 году, Джаханара встала на сторону наследника Дары Шукоха и в конечном итоге присоединилась к своему отцу в крепости Агра, где он был помещён под домашний арест Аурангзебом. Будучи преданной дочерью, она заботилась о Шах-Джахане до самой его смерти в 1666 году. Впоследствии Джаханара помирилась с Аурангзебом, который даровал ей титул императрицы принцесс, и заменила свою младшую сестру, принцессу Рошанару-бегум, в качестве падшах-бегум. Джаханара умерла, оставшись незамужней, во время правления Аурангзеба.

## Ранняя биография и образование
Первоначальное обучение Джаханары-бегум было поручено Сати аль-Нисе Ханам, сестре поэта Талиба Амули. Сати аль-Ниса Ханам славилась своим знанием Корана и персидской литературы, а также этикета, домашнего хозяйства и медицины. Она также была главной придворной дамой её матери, Мумтаз-Махал.
Многие женщины в императорском доме были искусны в чтении, написании стихов и живописи. Они также играли в шахматы, поло и охотились на природе. Женщины имели доступ в библиотеку покойного падишаха Акбара I Великого, полную книг о мировых религиях, а также о персидской, турецкой и индийской литературе. Джаханара не была исключением из них.

## Падшах-бегум
После смерти Мумтаз-Махал в 1631 году Джаханара, которой было 17 лет, заняла место своей матери в качестве падшах-бегум, несмотря на то, что у её отца было ещё три жены. Помимо заботы о своих младших братьях и сёстрах, ей также приписывают избавление её отца от траура и восстановление нормальной жизни при дворе, нарушенной прежде смертью её матери и горем отца.
Одной из её главных задач на первых порах состояла в том, чтобы с помощью Сати аль-Нисы Ханам проследить за помолвкой и свадьбой её брата Дары Шукоха с Надирой Бану, которая была первоначально запланирована Мумтаз-Махал, но отложена из-за её смерти.
Отец часто прислушивался к советам Джаханары и доверял ей императорскую печать. В 1644 году, когда Аурангзеб разгневал своего отца, Джаханара вступилась за своего брата и убедила Шах-Джахана помиловать его и восстановить в должности. Любовь Шах-Джахана к своей дочери была отражена в многочисленных титулах, которыми он наделил её, в том числе: сахибат аз-замани (госпожа эпохи) и падшах-бегум (госпожа императора) и бегум-сахиб (принцесса принцесс). Её власть была такова, что, в отличие от других принцесс, ей было позволено жить в своём собственном дворце, за пределами крепости Агра. Эта любовь и близость отца к дочери позднее породили «базарные слухи» о том, что между Джаханарой и её отцом существовали кровосмесительные отношения. Так по словам Франсуа Бернье, французского врача при дворе Великих Моголов: «было бы несправедливо лишать правителя привилегии собирать плоды с дерева, которое он сам посадил».
В марте 1644 года, всего через несколько дней после своего 30-летия, Джаханара получила серьёзные ожоги тела и чуть не умерла от полученных травм. Шах-Джахан приказал раздать огромные суммы милостыни бедным, освободить пленников и вознести молитвы о выздоровлении принцессы. Аурангзеб, Мурад и Шаиста-хан вернулись в Дели, чтобы повидаться с ней. Существует несколько версий о том, что произошло. По одной из них загорелась одежда Джаханары, пропитанная благоухающими духами. Другая гласит о том, что платье танцовщицы принцессы загорелось, и та, придя на помощь, сама обожгла себе грудь.
Во время её недуга Шах-Джахан был так озабочен благополучием своей любимой дочери, что лишь на короткое время появлялся на своём ежедневном дурбаре в Диван-и-Аме. Придворные врачи не смогли исцелить ожоги Джаханары. Также был призван персидский врач для её лечения, благодаря которому её состояние улучшилось на несколько месяцев, но в дальнейшем каких-либо улучшений не было, пока императорский паж по имени Ариф Чела не смешал мазь, которая через два месяца, наконец, заставила раны принцессы закрыться. Через год после несчастного случая Джаханара полностью поправилась.
После этого несчастного случая принцесса отправилась в паломничество к святилищу Муинуддин Чишти в Аджмере, следуя примеру своего прадеда Акбара I Великого.
После её выздоровления Шах-Джахан подарил Джаханаре редкие драгоценные камни и украшения и даровал ей доходы от порта Сурат.